# Aurec-sur-Loire
Aurec-sur-Loire – miejscowość i gmina we Francji, w regionie Owernia-Rodan-Alpy, w departamencie Górna Loara.
Według danych na rok 1990 gminę zamieszkiwało 4510 osób, a gęstość zaludnienia wynosiła 201 osób/km² (wśród 1310 gmin Owernii Aurec-sur-Loire plasuje się na 41. miejscu pod względem liczby ludności, natomiast pod względem powierzchni na miejscu 379.).